# Parafia św. Kazimierza w Łyszkowicach
Parafia św. Kazimierza Królewicza w Łyszkowicach – rzymskokatolicka parafia należąca do dekanatu Łowicz-Św. Ducha w diecezji łowickiej.
Erygowana 1 stycznia 1928 przez arcybiskupa warszawskiego Aleksandra Kakowskiego.

## Zasięg parafii
Do parafii należą wierni z następujących miejscowości: Czatolin, Gzinka, Kalenice, Kolonia Łyszkowice, Łyszkowice, Nowe Grudze, Wrzeczko i Zakulin (część).